# Séranvillers-Forenville

Séranvillers-Forenville este o comună în departamentul Nord, Franța. În 1 ianuarie 2022 avea o populație de 417 de locuitori.